# Wasserstraßen- und Schifffahrtsamt Duisburg-Meiderich
Das Wasserstraßen- und Schifffahrtsamt Duisburg-Meiderich (WSA Duisburg-Meiderich) war ein Wasserstraßen- und Schifffahrtsamt in Deutschland. Es gehörte zum Dienstbereich der Generaldirektion Wasserstraßen und Schifffahrt, vormals Wasser- und Schifffahrtsdirektion West. Durch die Zusammenlegung mit dem Wasserstraßen- und Schifffahrtsamt Rheine ging es am 26. November 2020 im neuen Wasserstraßen- und Schifffahrtsamt Westdeutsche Kanäle auf.

## Geschichte
1906 wurde das Kanalbauamt Duisburg-Meiderich gegründet und von der vorgesetzten Behörde, der Kanalbaudirektion Essen, damit betraut, den Rhein-Herne-Kanal zu bauen. 1919 wurde das Amt in Wasserbauamt Duisburg-Meiderich umbenannt. 1930 wurde es der Wasserbaudirektion Münster unterstellt. Weitere Umbenennungen folgten: 1939 Wasserstraßenamt Duisburg-Meiderich, 1949 Wasser- und  Schifffahrtsamt Duisburg-Meiderich und 2016 Wasserstraßen- und Schifffahrtsamt Duisburg-Meiderich.

## Zuständigkeitsbereich
Das Wasserstraßen- und Schifffahrtsamt Duisburg-Meiderich war zuständig für die Bundeswasserstraßen Ruhr mit dem Ruhrschifffahrtskanal bis Mülheim an der Ruhr, den Rhein-Herne-Kanal, den Wesel-Datteln-Kanal und den Dortmund-Ems-Kanal von der Einmündung des Wesel-Datteln-Kanals in den Dortmund-Ems-Kanal bis Dortmund.

## Aufgabenbereich
Zu den Aufgaben des Wasserstraßen- und Schifffahrtsamtes Duisburg-Meiderich gehörten:
- Unterhaltung der Bundeswasserstraßen im Amtsbereich
- Betrieb und Unterhaltung baulicher Anlagen, beispielsweise 24 Schleusenkammern, 1 Sperrtor, 2 Wehre an der Ruhr, 62 Düker und 90 Brücken[1]
- Ausbau der Kanäle und Ersatz- bzw. Neubau von Anlagen
- Unterhaltung und Betrieb der Schifffahrtszeichen
- Messung von Wasserständen
- Übernahme strom- und schifffahrtspolizeilicher Aufgaben.

## Außenbezirke
Zum Wasserstraßen- und Schifffahrtsamt Duisburg-Meiderich gehörten die Außenbezirke in Friedrichsfeld, Dorsten, Datteln, Herne und Duisburg-Meiderich sowie der Bauhof Herne.
- Der Außenbezirk Friedrichsfeld (Niederrhein) war zuständig für den Wesel-Datteln-Kanal von km 0,0 (Einmündung in den Rhein) bis km 26,0.
- Der Außenbezirk Dorsten war zuständig für den Wesel-Datteln-Kanal von km 26,0 bis km 55,0.
- Der Außenbezirk Datteln war zuständig für den Rhein-Herne-Kanal von km 38,8 bis km 45,6 (Einmündung in den Dortmund-Ems-Kanal), den Dortmund-Ems-Kanal von km 1,44 bis km 21,5 (Einmündung des Wesel-Datteln-Kanal in den Dortmund-Ems-Kanal) und den Wesel-Datteln-Kanal von km 55,0 bis 60,25 (Einmündung in den Dortmund-Ems-Kanal).
- Der Außenbezirk Herne war zuständig für den Rhein-Herne-Kanal von km 18,2 bis km 38,8.
- Der Außenbezirk Duisburg-Meiderich war zuständig für den Rhein-Herne-Kanal von km 0,0 (Einmündung in den Rhein) bis km 18,2 und die Ruhr bis Mülheim.
- Der Bauhof Herne nahm insbesondere Wartungs- und Instandsetzungsaufgaben an Schiffen und Anlagen des Wasserstraßen- und Schifffahrtsamtes Duisburg-Meiderich wahr.

## Ausstellungshalle Henrichenburg
In Waltrop betreibt die Wasserstraßen- und Schifffahrts-Direktion Münster (WSD), als Mittelbehörde, mit Hilfe des Wasserstraßen- und Schifffahrtsamt Duisburg-Meiderich am Schleusenpark Waltrop des Dortmund-Ems-Kanals eine Ausstellungshalle und eine Besucherplattform an der Schleusenanlage. Der Kanal überwindet hier einen Höhenunterschied von 13,5 m, wofür im Laufe der Zeit mehrere Schleusenbauwerke errichtet wurden: das alte Schiffshebewerk von 1899, die Schachtschleuse von 1917, das neue Schiffshebewerk von 1962, das seit Ende 2005 stillgelegt ist, und die neue Schleuse Henrichenburg von 1989.

## Kleinfahrzeugkennzeichen
Den Kleinfahrzeugen im Bereich des Wasserstraßen- und Schifffahrtsamtes Duisburg-Meiderich wurden Kleinfahrzeugkennzeichen mit der Kennung DU zugewiesen.
Die Dienstfahrzeuge beginnen mit der Kennung BW 4. Darauf folgen 3 weitere Zahlen.